# Pfarrkirche Dornbach

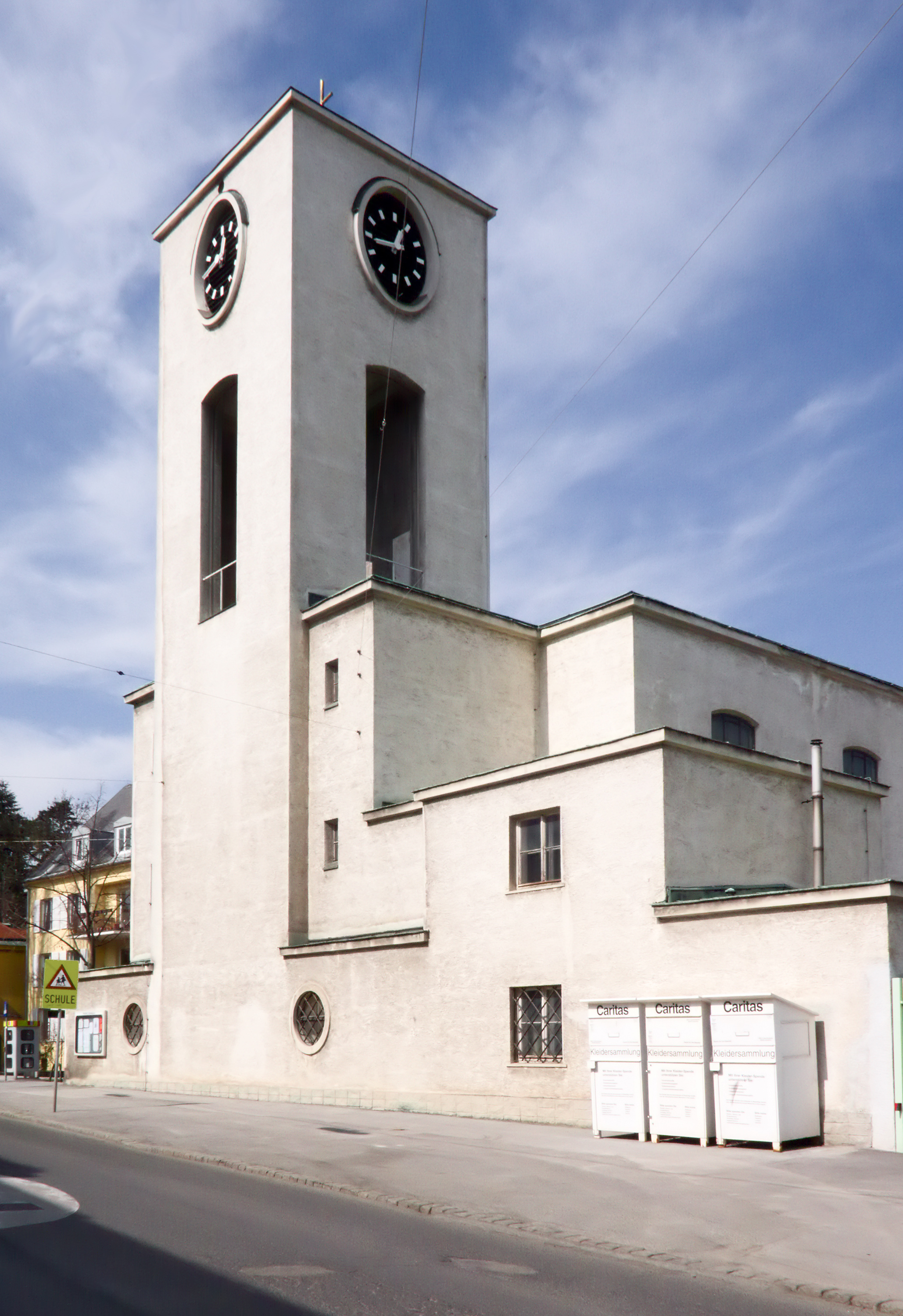
Die Pfarrkirche Dornbach

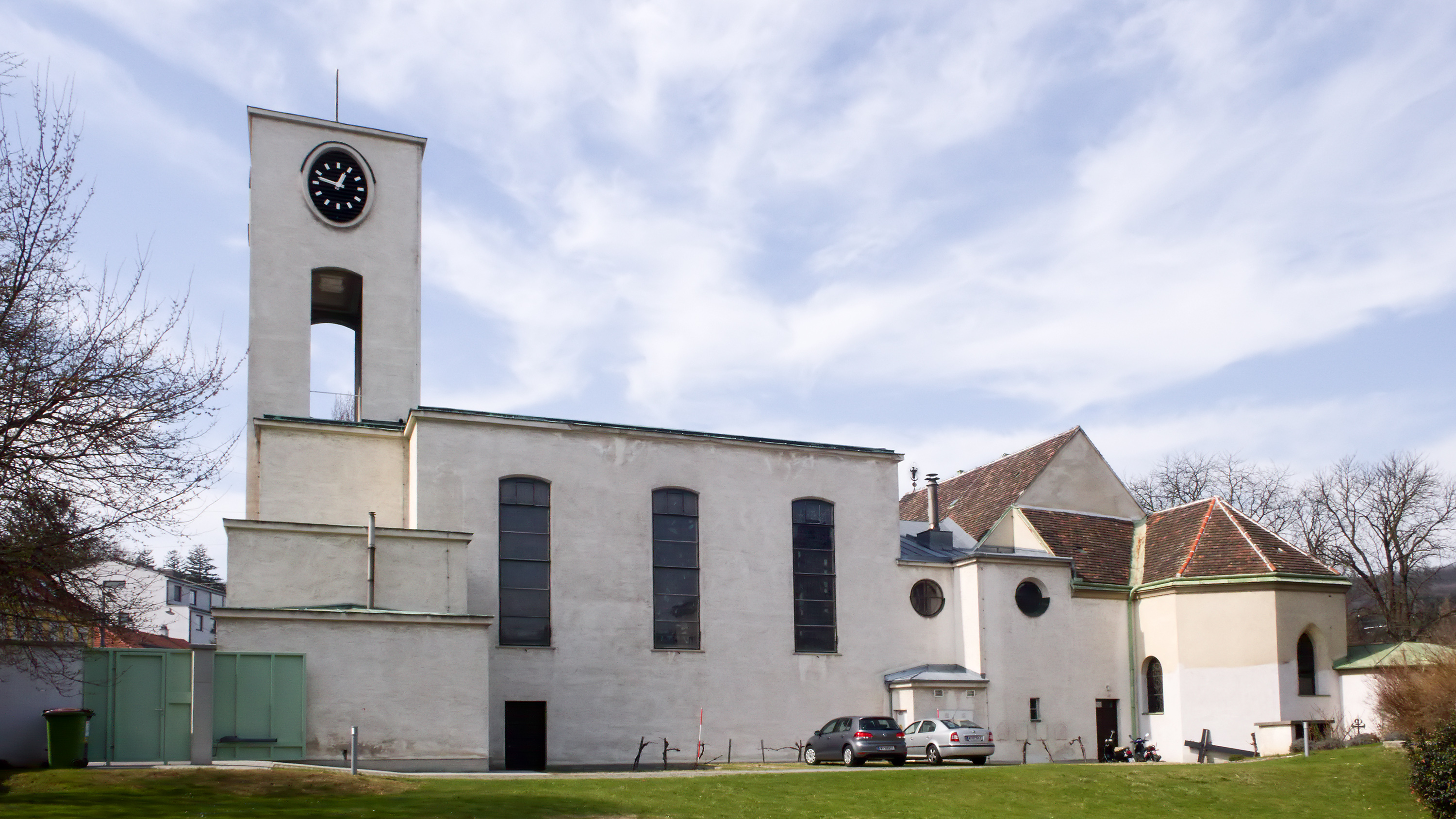
Die Pfarrkirche von Osten

Die Pfarrkirche Dornbach ist ein römisch-katholisches Kirchengebäude im Bezirksteil Dornbach des 17. Wiener Gemeindebezirks Hernals. Sie ist den Heiligen Petrus und Paulus geweiht.

## Lage und Architektur
Die denkmalgeschützte Kirche befindet sich am Rupertusplatz im alten Ortszentrum von Dornbach. Der Kirchenraum besteht aus der alten barocken Saalkirche mit gotischem Kern und einem südlich angeschlossenen Erweiterungsbau aus der Zwischenkriegszeit. Der Baukomplex der Pfarrkirche schließt den Rupertusplatz ab, der von drei Seiten von Wirtschaftsgebäuden und dem Pfarrhof umgeben ist.
Der Kircheninnenraum ist optisch durch eine Empore geteilt, auf der sich die Orgel befindet. Der Hochaltar mit einer Kopie des so genannten Nonnberger Kruzifixus von Jakob Adlhart steht im Untergeschoß des Kirchturms. An der Rückwand des Altars befindet sich ein Fresko, das die Gründungsgeschichte der Kirche zeigt und das 1937/38 von Walter Urban geschaffen wurde. Die freskierten Kreuzwegstationen und die beiden Weihwasserbecken mit lebensgroßen Keramikengeln sind Werke Hans Andres aus den 1930er Jahren. Der ehemalige gotische Chor ist heute eine Seitenkapelle, in deren Wände alte Grabsteine eingelassen sind.
Im ebenfalls denkmalgeschützten, dreigeschoßigen Pfarrhof befinden sich ein schwarzer Hausaltar aus dem 17. Jahrhundert und mehrere Heiligenfiguren aus dem 18. Jahrhundert. Beim Aufgang zum Pfarrhof ist ein Steinmosaik mit einer Darstellung des heiligen Rupert angebracht, das 1959 von Erich Huber geschaffen wurde. Im zwei Stockwerke tiefen Stiftskeller steht eine wahrscheinlich im 18. Jahrhundert gebaute Weinpresse. Im Pfarrgarten befinden sich ein barockes zweigeschoßiges Gartenhaus sowie drei vermutlich von Lorenzo Mattielli um 1730 geschaffene Sandsteinfiguren, die ursprünglich im Schwarzenbergpark standen.

## Geschichte
An Stelle der heutigen Kirche stand eine 1139 geweihte Kapelle, die 1251 die Rechte einer Pfarrkirche erhielt und ab 1262 dem Stift Sankt Peter inkorporiert war. 1476 wurde ein gotischer Neubau errichtet. Nach Zerstörungen bei der ersten Wiener Türkenbelagerung 1529 wurde die Kirche im Jahr 1536, nach jenen bei der zweiten Wiener Türkenbelagerung 1683 in den Jahren 1687/88 wieder aufgebaut. 1755/56 wurde die Pfarrkirche Dornbach im barocken Stil erweitert und umgestaltet und 1779 renoviert. Der mit dem Dornbacher Oberlehrer Josef Pfriemer befreundete Komponist Joseph Haydn lebte im Sommer 1802 und Sommer 1803 im Dornbacher Pfarrhaus. Der Pfarrhof wurde 1829 auf den Grundmauern des alten Pfarrhauses neu erbaut. Der Baumeister Franz Glaser leitete 1881 die Errichtung einer Kriegerkapelle, die 1968 durch Erich Huber neu gestaltet wurde.
Der Architekt Clemens Holzmeister entwarf den südlichen Erweiterungsbau, der 1931/32 auf dem Gelände des alten Dornbacher Friedhofs errichtet wurde, wobei er die Hauptachse der Kirche um 90 Grad drehen ließ. Der barocke und der neue Bauteil waren zunächst nur durch drei Mauerdurchbrüche miteinander verbunden. 1951 wurde die Zwischenwand gänzlich entfernt und der Kirchenraum vereinheitlicht. Einen neuen Haupteingang und einen Arkadengang bekam die Dornbacher Pfarrkirche 1957 nach Plänen von Georg Lippert, die die alte Sakristei miteinbezogen. 1962 wurde der Chor umgestaltet. 2019 ersetzte die 1954 von Josef Pfundner gegossene große Glocke der Schafbergkirche eine aus dem Jahre 1961, die in letztere Kirche kam. Weiters befinden sich eine aus dem Jahr 1960 desselben Giessers sowie zwei aus 2019 der Passauer Giesserei Perner im Turm.
Seit 1995 ist die Pfarrkirche Dornbach im Besitz der Erzdiözese Wien. Die in der Kirche beheimatete Pfarre Dornbach gehört heute zum Stadtdekanat 17 und betreut auch die Schafbergkirche und die Dornbacher St.-Anna-Kapelle.

### Heiller-Orgel
Im Oktober 2015 wurde die „Heiller-Orgel Dornbach“ in der Pfarrkirche eingeweiht. Das Instrument stellt eine historische Besonderheit dar.
Ursprünglich 1964 für das Wiener Konzerthaus unter federführender Mitwirkung des Dornbacher Organisten und Komponisten Anton Heiller, wurde damit die europaweit erste mechanische Konzertsaalorgel nach 1945 errichtet. Sie ist ein Produkt der Orgelbewegung, kehrt von der Romantik und den elektropneumatischen Instrumenten ab und markiert einen deutlichen Wendepunkt in Traktur, Disposition und Intonation. Endlich konnte wieder die Musik Johann Sebastian Bachs authentisch interpretiert werden.
Geplant und errichtet wurde die Orgel von Orgelbaumeister Gregor Hradetzky aus Krems an der Donau in der Rekordzeit von 10 Monaten. Anton Heiller erbat von Orgelbaumeister Rudolf von Beckerath die Zungenstimmen. Beckerath lernte in Paris bei González, dem Nachfolger von Cavaille-Coll. Dementsprechend französischen Charakter haben Trompette und Cromorne.
1995 aus dem Mozartsaal des Wiener Konzerthauses entfernt, stand die Orgel dann in der Stadtpfarrkirche Korneuburg, von wo sie im Sommer 2015 nach Dornbach in die Heimat Anton Heillers übertragen wurde.
25 Register verteilen sich auf zwei Manuale und Pedal. Das Instrument ist wie folgt disponiert:
| I Manual C–g3 |                 |      |
| 1.            | Quintadena      | 16’  |
| 2.            | Prinzipal       | 8’   |
| 3.            | Rohrflöte       | 8’   |
| 4.            | Oktave          | 4’   |
| 5.            | Spitzflöte      | 4’   |
| 6.            | Waldflöte       | 2’   |
| 7.            | Sesquialtera II | 2/3’ |
| 8.            | Mixtur V–VI     | 2’   |
| 9.            | Trompette       | 8’   |

| II Manual C–g3 |            |      |
| 10.            | Gedeckt    | 8’   |
| 11.            | Spitzgambe | 8’   |
| 12.            | Prinzipal  | 4’   |
| 13.            | Rohrflöte  | 4’   |
| 14.            | Oktav      | 2’   |
| 15.            | Quint      | 1/3’ |
| 16.            | Scharff IV | 1’   |
| 17.            | Cromorne   | 8’   |
|                | Tremulant  |      |

| Pedal C–d1 |                 |      |
| 18.        | Subbass         | 16’  |
| 19.        | Oktavbass       | 8’   |
| 20.        | Gedecktbass     | 8’   |
| 21.        | Choralbass      | 4’   |
| 22.        | Nachthorn       | 2’   |
| 23.        | Rauschpfeife IV | 2/3’ |
| 24.        | Fagott          | 16’  |
| 25.        | Schalmei        | 4’   |

- Koppeln: II/I, I/P, II/P